# Morti il 2 novembre
| Questa pagina contiene informazioni ricavate automaticamente dalle voci biografiche con l'ausilio del template Bio e di un bot. L'aggiornamento è periodico e automatico e ricostruisce completamente la pagina. Se manca una persona in questa lista, sei pregato di non aggiungerla, ma accertati piuttosto che la sua voce biografica contenga il template Bio e che i dati anagrafici siano correttamente compilati. Se il template Bio manca, inseriscilo tu stesso o, in alternativa, metti l'avviso {{tmp\|Bio}} che ne segnala la mancanza. Se i dati riportati sono sbagliati, correggi direttamente la voce biografica; le modifiche saranno visibili in questa lista entro pochi giorni. Per chiarimenti vedi il progetto biografie. La lista contiene solo le 524 persone che sono citate nell'enciclopedia e per le quali è stato implementato correttamente il template Bio. Pagina aggiornata al 17 ago 2025. |

## I secolo a.C.(1)
- 82 a.C. - Ponzio Telesino, condottiero sannita

## IV secolo(2)
- 303 - Giusto di Trieste, santo romano
- 304 - Vittorino di Petovio, vescovo, santo e scrittore romano (n. 250)

## VI secolo(1)
- 512 - Erc di Slane, vescovo irlandese

## VII secolo(1)
- 692 - ʿAbd Allāh ibn al-Zubayr, politico arabo (n. 624)

## IX secolo(2)
- 849 - Giuseppe I di Alessandria, arcivescovo cristiano orientale egiziano (n. 771)
- 899 - Landolfo I, arcivescovo italiano

## X secolo(1)
- 934 - Emma di Francia, regina

## XI secolo(1)
- 1083 - Matilde di Fiandra, regina

## XII secolo(2)
- 1148 - Malachia di Armagh, abate e arcivescovo cattolico irlandese (n. 1095)
- 1171 - Dioniso bar Salibi, vescovo cristiano orientale, scrittore e santo siro

## XIII secolo(3)
- 1217 - Philippe de Dreux, vescovo francese (n. 1158)
- 1261 - Bettisia Gozzadini, giurista italiana (n. 1209)
- 1289 - Giovanni Dandolo, politico italiano

## XIV secolo(4)
- 1327 - Giacomo II d'Aragona, re (n. 1267)
- 1340 - Niels Ebbesen, militare danese (n. 1308)
- 1352 - Ildebrandino Conti, vescovo cattolico italiano
- 1399 - Giovanni V di Bretagna, sovrano francese (n. 1339)

## XV secolo(1)
- 1483 - Henry Stafford, II duca di Buckingham, militare inglese (n. 1455)

## XVI secolo(16)
- 1502 - Antonio Benivieni, medico italiano (n. 1443)
- 1508 - Roberto II Sanseverino, nobile italiano (n. 1485)
- 1511 - Giovanna Malatesta, nobildonna italiana (n. 1444)
- 1521 - Margherita di Lorena, principessa francese (n. 1463)
- 1537 - Antonio Tebaldeo, poeta italiano (n. 1462)
- 1539 - Giacomo Simonetta, cardinale e vescovo cattolico italiano
- 1545 - Gaspar de Ávalos de la Cueva, cardinale e arcivescovo cattolico spagnolo (n. 1485)
- 1559 - Filippo Tornabuoni, vescovo cattolico italiano (n. 1529)
- 1565 - Matilde di Wittelsbach, nobile (n. 1532)
- 1573 - Barnim IX di Pomerania, duca tedesco (n. 1501)
- 1574 - Gregorio Boldrini, vescovo cattolico italiano
- 1575 - Sabina di Brandeburgo-Ansbach, nobile tedesca (n. 1529)
- 1583 - John Bodey, beato inglese (n. 1549)
- 1585 - Tachibana Dōsetsu, militare giapponese (n. 1513)
- 1588 - Wilhelmus Lindanus, vescovo cattolico, ebraista e teologo olandese (n. 1525)
- 1592 - Moderata Fonte, poetessa italiana (n. 1555)

## XVII secolo(19)
- 1605 - Giovanni Stradano, pittore fiammingo (n. 1523)
- 1610 - Richard Bancroft, arcivescovo anglicano inglese (n. 1544)
- 1618 - Massimiliano III d'Austria, nobile austriaco (n. 1558)
- 1631 - Takenaka Shigekado, militare giapponese (n. 1573)
- 1640 - Giuseppe Ballo, teologo e letterato italiano (n. 1567)
- 1649 - Antonino Alberti, pittore italiano (n. 1600)
- 1661 - Daniel Seghers, pittore fiammingo (n. 1590)
- 1664 - Gheorghe Ghica, nobile rumeno (n. 1600)
- 1664 - Giovanni Maria Pirella, giudice e militare spagnolo
- 1665 - Paolo Brizio, vescovo cattolico e storico italiano (n. 1597)
- 1677 - Robert Sidney, II conte di Leicester, nobile e politico inglese (n. 1595)
- 1680 - Bernardino Rocci, cardinale e arcivescovo cattolico italiano (n. 1627)
- 1681 - Eleonora di Anhalt-Zerbst, nobile (n. 1608)
- 1682 - Francis Browne, III visconte Montagu, nobile inglese (n. 1610)
- 1687 - Juan Bautista Diamante, drammaturgo spagnolo (n. 1625)
- 1688 - Giovan Battista Bolognini, pittore e incisore italiano (n. 1612)
- 1693 - Fernando Fajardo y Álvarez de Toledo, nobile spagnolo (n. 1635)
- 1693 - Theodor Kerckring, anatomista e chimico olandese (n. 1638)
- 1699 - Anthony Ashley-Cooper, II conte di Shaftesbury, politico inglese (n. 1652)

## XVIII secolo(24)
- 1707 - Justus van Huysum II, pittore e disegnatore olandese (n. 1685)
- 1712 - Franz Joseph von Lamberg, principe e politico austriaco (n. 1638)
- 1714 - Giuseppe Passeri, pittore italiano (n. 1654)
- 1715 - Carlotta Cristina di Brunswick-Wolfenbüttel, principessa tedesca (n. 1694)
- 1716 - Engelbert Kaempfer, naturalista, botanico e viaggiatore tedesco (n. 1651)
- 1717 - Johann Jakob Walther, violinista e compositore tedesco (n. 1650)
- 1722 - Davide II di Cachezia, re (n. 1679)
- 1727 - Giorgio Maria Martinelli, religioso italiano (n. 1655)
- 1729 - Aleksandr Danilovič Menšikov, generale russo (n. 1672)
- 1735 - Šimon Brixi, compositore e organista ceco (n. 1693)
- 1736 - Louis Antoine de Pardaillan de Gondrin, nobile francese (n. 1664)
- 1752 - Domenico Blasucci, religioso italiano (n. 1732)
- 1752 - Domenico Rivera, cardinale, letterato e diplomatico italiano (n. 1671)
- 1755 - Carlo Luigi di Lorena, nobiluomo francese (n. 1696)
- 1761 - Ekaterina Dmitrievna Golicyna, nobildonna russa (n. 1720)
- 1769 - Georg Johann Mattarnovi, architetto tedesco
- 1781 - Antonio Cantoni, arcivescovo cattolico italiano (n. 1709)
- 1781 - José Francisco de Isla, teologo e scrittore spagnolo (n. 1703)
- 1787 - Abramo II di Gerusalemme, arcivescovo ortodosso greco
- 1787 - James Douglas, I baronetto, ammiraglio, politico e nobile britannico (n. 1703)
- 1788 - Maria Anna Vittoria di Braganza, principessa portoghese (n. 1768)
- 1792 - Antonio Puoti, arcivescovo cattolico italiano (n. 1715)
- 1798 - Charles De Wailly, architetto francese (n. 1730)
- 1800 - Arnaldo Speroni degli Alvarotti, vescovo cattolico italiano (n. 1728)

## XIX secolo(72)
- 1802 - Charles Victoire Emmanuel Leclerc, generale francese (n. 1772)
- 1804 - Georg Christian Adler, filologo e archeologo tedesco (n. 1724)
- 1804 - Armand-Gaston Camus, politico francese (n. 1740)
- 1804 - Francesco Antonio Grillo, vescovo cattolico italiano (n. 1744)
- 1807 - Louis Auguste Le Tonnelier de Breteuil, diplomatico e politico francese (n. 1730)
- 1810 - Amelia di Hannover, nobile inglese (n. 1783)
- 1810 - Ermanno di Hohenzollern-Hechingen, principe (n. 1751)
- 1825 - Carlo Eugenio di Lorena, principe di Lambesc, principe e generale francese (n. 1751)
- 1826 - Nicolas Chambon, medico e politico francese (n. 1748)
- 1826 - Giovanni Ferrari, scultore italiano (n. 1744)
- 1828 - Thomas Pinckney, politico e diplomatico statunitense (n. 1750)
- 1831 - Gabrio Maria Nava, vescovo cattolico italiano (n. 1758)
- 1833 - Giovanni Francesco Re, naturalista, botanico e micologo italiano (n. 1773)
- 1834 - Elizabeth Margaret Chandler, scrittrice e poetessa statunitense (n. 1807)
- 1835 - Quirico Viviani, scrittore e traduttore italiano (n. 1780)
- 1836 - Giuseppe Capecelatro, arcivescovo cattolico e politico italiano (n. 1744)
- 1838 - Caetano Pires Pereira, missionario e vescovo cattolico portoghese (n. 1769)
- 1839 - Henry Trollope, ammiraglio britannico (n. 1756)
- 1840 - Anthony Carlisle, chirurgo britannico (n. 1768)
- 1841 - Giannantonio Arri, abate, bibliotecario e orientalista italiano (n. 1805)
- 1841 - Alexander Burnes, esploratore, scrittore e militare scozzese (n. 1805)
- 1843 - Hirata Atsutane, scrittore e filosofo giapponese (n. 1776)
- 1845 - Dominique Louis Antoine Klein, generale francese (n. 1761)
- 1846 - Johann Philipp Bach, pittore tedesco (n. 1752)
- 1846 - Guy-Victor Duperré, ammiraglio francese (n. 1775)
- 1846 - Esaias Tegnér, poeta e vescovo luterano svedese (n. 1782)
- 1848 - Giuseppe Furlanetto, lessicografo, filologo e epigrafista italiano (n. 1775)
- 1850 - Wilhelm von Krauseneck, generale prussiano (n. 1774)
- 1856 - Joshua Lanier Martin, politico statunitense (n. 1799)
- 1857 - Paolo Gazola, architetto italiano (n. 1787)
- 1858 - Valerio Valeri, compositore italiano (n. 1790)
- 1863 - James Bunstone Bunning, architetto britannico (n. 1802)
- 1864 - Juliana d'Oyengauzen, nobildonna portoghese (n. 1782)
- 1864 - Nathaniel Pitcher Tallmadge, politico statunitense (n. 1795)
- 1866 - Charles Louis François Marion, generale francese (n. 1803)
- 1870 - Giuseppe Ferrario, medico e statistico italiano (n. 1802)
- 1870 - Heinrich Jakob Fried, pittore tedesco (n. 1802)
- 1871 - Athalia Schwartz, scrittrice e giornalista danese (n. 1821)
- 1872 - Orazio Di Negro, politico e ammiraglio italiano (n. 1809)
- 1876 - Jean-Joseph Perraud, scultore francese (n. 1819)
- 1877 - Friedrich von Wrangel, generale tedesco (n. 1784)
- 1879 - Jakob Heine, medico tedesco (n. 1800)
- 1879 - Abbondio Sangiorgio, scultore italiano (n. 1798)
- 1880 - Carlo Tito Dalbono, storico, romanziere e critico d'arte italiano (n. 1817)
- 1881 - Raffaele Rubattino, imprenditore e armatore italiano (n. 1810)
- 1885 - Gioacchino Cutinelli-Rendina, politico italiano (n. 1829)
- 1885 - Antonio Sorgato, pittore e fotografo italiano (n. 1825)
- 1886 - Théodore Aubanel, poeta francese (n. 1829)
- 1887 - Alfred Domett, poeta e politico neozelandese (n. 1811)
- 1887 - Jenny Lind, soprano svedese (n. 1820)
- 1887 - Antonio Pellegrini, cardinale italiano (n. 1812)
- 1888 - Giovanni Schoch, imprenditore e filantropo italiano
- 1889 - Théodore Herlin, compositore di scacchi francese (n. 1817)
- 1889 - Pio di San Luigi, religioso italiano (n. 1868)
- 1889 - Olimpia Rossi Savio, scrittrice e nobile italiana (n. 1815)
- 1892 - Léon d'Hervey de Saint-Denys, linguista, sinologo e traduttore francese (n. 1822)
- 1892 - Frederick Schwatka, scrittore e militare statunitense (n. 1849)
- 1892 - Don Rocco Vaquer, nobile e politico italiano (n. 1844)
- 1893 - Carlo Laurenzi, cardinale e vescovo cattolico italiano (n. 1821)
- 1894 - Thomas Cave, politico inglese (n. 1825)
- 1894 - Nicola Pavese, politico italiano (n. 1808)
- 1894 - Rosina Penco, soprano italiano (n. 1823)
- 1895 - Carl Frederik Aagaard, pittore danese (n. 1833)
- 1895 - Jack, pugile irlandese (n. 1862)
- 1896 - Hubert Crackanthorpe, scrittore britannico (n. 1870)
- 1896 - Ignazio De Genova di Pettinengo, politico e generale italiano (n. 1813)
- 1896 - Giulio Peyrot, avvocato e politico italiano (n. 1843)
- 1897 - Rutherford Alcock, diplomatico britannico (n. 1809)
- 1897 - Francesco Bonasi, politico e magistrato italiano (n. 1830)
- 1899 - Paul Leopold Haffner, vescovo cattolico tedesco (n. 1829)
- 1900 - Luigi Acconci, medico italiano (n. 1851)
- 1900 - William Lafayette Strong, politico statunitense (n. 1827)

## XX secolo(229)
- 1902 - Paolo Ferraro, brigante italiano (n. 1870)
- 1904 - Clarence Madison Dally, ingegnere statunitense (n. 1865)
- 1904 - Giuseppe Ottolenghi, generale e politico italiano (n. 1838)
- 1905 - Horace Austin, politico statunitense (n. 1831)
- 1905 - Rudolf Albert von Kölliker, anatomista e fisiologo svizzero (n. 1817)
- 1906 - Fanny Sadowski, attrice teatrale e impresaria teatrale italiana (n. 1826)
- 1907 - Afanasij Nikolaevič Matjušenko, marinaio e rivoluzionario russo (n. 1879)
- 1908 - Tito Aguiari, pittore italiano (n. 1834)
- 1909 - Wilhelm Ahlwardt, arabista tedesco (n. 1828)
- 1909 - Ernst Gustav Kraatz, entomologo e zoologo tedesco (n. 1831)
- 1909 - Hans von Rokitansky, basso e insegnante austriaco (n. 1835)
- 1912 - Dmitrij Mamin-Sibirjak, scrittore russo (n. 1852)
- 1913 - Dante Pantanelli, geologo e paleontologo italiano (n. 1844)
- 1914 - Heinrich Burkhardt, matematico tedesco (n. 1861)
- 1914 - Angelo Celli, igienista e politico italiano (n. 1857)
- 1914 - Placido Tardy, matematico e fisico italiano (n. 1816)
- 1915 - Carlo Brighi, violinista e compositore italiano (n. 1853)
- 1915 - Carlo Nicoli, scultore italiano (n. 1843)
- 1915 - Isaac Rice, imprenditore e mecenate statunitense (n. 1850)
- 1915 - Voijslav Tankosić, militare e rivoluzionario serbo (n. 1880)
- 1916 - Domenico Picca, militare italiano (n. 1882)
- 1917 - Tringe Smajli, patriota albanese (n. 1880)
- 1918 - Raffaele Libroia, militare italiano (n. 1894)
- 1920 - Luigi Bodio, economista e statistico italiano (n. 1840)
- 1920 - David Misell, inventore britannico (n. 1846)
- 1921 - Andreas Heusler, giurista svizzero (n. 1834)
- 1921 - Settimio Piacentini, generale italiano (n. 1859)
- 1923 - Lawrence Pentland, giocatore di lacrosse canadese (n. 1879)
- 1924 - Augusto Abegg, imprenditore, dirigente d'azienda e filantropo svizzero (n. 1861)
- 1924 - Kai Nielsen, scultore danese (n. 1882)
- 1925 - Carlo Compans de Brichanteau, politico e dirigente sportivo italiano (n. 1845)
- 1926 - Augustin Gérard, generale francese (n. 1857)
- 1928 - Francis J. Finn, scrittore e gesuita statunitense (n. 1859)
- 1928 - Gabriele Pincherle, magistrato e politico italiano (n. 1851)
- 1929 - Geremia Grandelis, scultore italiano (n. 1869)
- 1929 - Leo D. Maloney, attore, regista e sceneggiatore statunitense (n. 1888)
- 1929 - Ol'ga Valerianovna Paley, principessa russa (n. 1865)
- 1930 - Juliette Dantin, violinista e cantante francese (n. 1875)
- 1930 - Viggo Jensen, sollevatore, tiratore a segno e pesista danese (n. 1874)
- 1930 - Oliver Perry Hay, naturalista e paleontologo statunitense (n. 1846)
- 1931 - Pierre Alexandre Darracq, imprenditore francese (n. 1855)
- 1931 - Bartolomeo Lagumina, vescovo cattolico, arabista e orientalista italiano (n. 1850)
- 1931 - Harry F. Millarde, attore e regista statunitense (n. 1885)
- 1932 - Carlos Maia Pinto, politico e militare portoghese (n. 1866)
- 1932 - Bob Milne, calciatore nordirlandese (n. 1870)
- 1933 - Henry Merrick Lawson, generale irlandese (n. 1859)
- 1933 - Aleksandr Michajlovič Sibirjakov, esploratore russo (n. 1849)
- 1934 - Edmond James de Rothschild, banchiere francese (n. 1845)
- 1935 - Themistocles Zammit, archeologo e storico maltese (n. 1864)
- 1936 - Laird Doyle, sceneggiatore statunitense (n. 1907)
- 1936 - Thomas Martin Lowry, chimico britannico (n. 1874)
- 1936 - Lorenzo Viani, pittore, incisore e scrittore italiano (n. 1882)
- 1937 - Leonardo Bazzaro, pittore italiano (n. 1853)
- 1937 - Félix Gaffiot, latinista, lessicografo e pedagogista francese (n. 1870)
- 1937 - Venanzio Quadri, religioso italiano (n. 1916)
- 1937 - Maude Valérie White, compositrice britannica (n. 1855)
- 1939 - Opie Read, scrittore e giornalista statunitense (n. 1852)
- 1940 - Big Nose Kate, ungherese (n. 1850)
- 1941 - Bengt Djurberg, attore svedese (n. 1898)
- 1941 - Dwight Heald Perkins, architetto e urbanista statunitense (n. 1867)
- 1942 - John Eldridge, Jr., militare statunitense (n. 1903)
- 1942 - Hakushū Kitahara, poeta giapponese (n. 1885)
- 1944 - Adelaide Bernardini, scrittrice, poetessa e drammaturga italiana (n. 1872)
- 1944 - Corrado Ciamberlini, matematico italiano (n. 1861)
- 1944 - Ljubiša Đorđević, calciatore jugoslavo (n. 1906)
- 1944 - Mehdi Hüseynzadə, militare, partigiano e guerrigliero azero (n. 1918)
- 1944 - Ermanno Maciocio, partigiano italiano (n. 1923)
- 1944 - Thomas Midgley, ingegnere, chimico e inventore statunitense (n. 1889)
- 1944 - Károly Zsák, calciatore ungherese (n. 1895)
- 1945 - Thyra di Danimarca, principessa danese (n. 1880)
- 1945 - Petar Drapšin, generale e partigiano jugoslavo (n. 1914)
- 1945 - Hélène de Pourtalès, velista svizzera (n. 1868)
- 1946 - Bill Raisbeck, calciatore scozzese (n. 1875)
- 1947 - Fernando Tassi, calciatore italiano (n. 1902)
- 1949 - Spartaco Carlini, pittore italiano (n. 1884)
- 1950 - Theodor Breher, vescovo cattolico e missionario tedesco (n. 1889)
- 1950 - Kurt Schmitt, economista e politico tedesco (n. 1886)
- 1950 - George Bernard Shaw, scrittore, drammaturgo e linguista irlandese (n. 1856)
- 1951 - Martha Bernays, tedesca (n. 1861)
- 1951 - James Mapelli, illusionista italiano
- 1952 - Henry Edwards, regista, attore e produttore cinematografico inglese (n. 1883)
- 1952 - Maire O'Neill, attrice irlandese (n. 1885)
- 1954 - Raffaella La Crociera, poetessa italiana (n. 1940)
- 1956 - Leo Baeck, rabbino, filosofo e educatore tedesco (n. 1873)
- 1956 - Benvenuto Griziotti, economista italiano (n. 1884)
- 1956 - Martin Holt, schermidore britannico (n. 1881)
- 1957 - Georg Asagaroff, regista, attore e sceneggiatore russo (n. 1892)
- 1957 - Ted Meredith, mezzofondista e velocista statunitense (n. 1891)
- 1957 - Tullio Tamburini, militare italiano (n. 1892)
- 1958 - Antonio Cavicchioni, diplomatico e imprenditore italiano (n. 1879)
- 1958 - Jean Couzy, alpinista francese (n. 1923)
- 1959 - Federico Tedeschini, cardinale e arcivescovo cattolico italiano (n. 1873)
- 1960 - Anni Holdmann, velocista tedesca (n. 1900)
- 1960 - Dimitri Mitropoulos, direttore d'orchestra, pianista e compositore greco (n. 1896)
- 1960 - Otoya Yamaguchi, assassino giapponese (n. 1943)
- 1961 - Harriet Bosse, attrice norvegese (n. 1878)
- 1961 - Luigi Amato, pittore italiano (n. 1898)
- 1961 - Giulio Marazzina, politico e sindacalista italiano (n. 1893)
- 1961 - Josef Karel Matocha, arcivescovo cattolico ceco (n. 1888)
- 1961 - Nikolaj Vasil'evič Nikol'skij, scrittore, etnografo e giornalista russo (n. 1878)
- 1961 - Salman ibn Hamad Al Khalifa, sovrano bahreinita (n. 1894)
- 1961 - James Thurber, giornalista, fumettista e scrittore statunitense (n. 1894)
- 1962 - Godfrey Lowell Cabot, imprenditore e filantropo statunitense (n. 1861)
- 1962 - Felice Lattuada, compositore e direttore d'orchestra italiano (n. 1882)
- 1963 - Ngô Đình Diệm, politico vietnamita (n. 1901)
- 1963 - Ngô Đình Nhu, politico vietnamita (n. 1910)
- 1964 - Carlo Guzzi, progettista e imprenditore italiano (n. 1889)
- 1965 - Herbert Vere Evatt, avvocato e politico australiano (n. 1894)
- 1965 - Nickolas Muray, fotografo ungherese (n. 1892)
- 1965 - Félix Paiva, giurista e politico paraguaiano (n. 1877)
- 1965 - Alessandro Sardi, politico italiano (n. 1889)
- 1966 - André Allègre, calciatore francese (n. 1895)
- 1966 - Sadao Araki, generale giapponese (n. 1877)
- 1966 - Domenico Cavagnari, ammiraglio italiano (n. 1876)
- 1966 - Peter Debye, chimico, fisico e cristallografo olandese (n. 1884)
- 1966 - Mississippi John Hurt, cantante e chitarrista statunitense (n. 1893)
- 1966 - Yasuji Murata, animatore giapponese (n. 1896)
- 1967 - Otto Kähler, ammiraglio tedesco (n. 1894)
- 1967 - Jimmy Robinson, attore statunitense (n. 1918)
- 1968 - Henri Glasson, calciatore svizzero (n. 1896)
- 1968 - Ercole Miani, militare e antifascista italiano (n. 1893)
- 1968 - Giorgio Monicelli, traduttore, curatore editoriale e partigiano italiano (n. 1910)
- 1968 - Neno Mori, pittore italiano (n. 1899)
- 1968 - Giuseppe della Gherardesca, politico italiano (n. 1876)
- 1969 - Antonio Ramirez, politico italiano (n. 1899)
- 1969 - Paolo Alberto Rossi, diplomatico italiano (n. 1887)
- 1970 - Abram Samojlovič Bezicovič, matematico russo (n. 1891)
- 1970 - Richard James Cushing, cardinale statunitense (n. 1895)
- 1970 - Fernand Gravey, attore belga (n. 1905)
- 1970 - Amedeo Moscati, avvocato e politico italiano (n. 1876)
- 1970 - Pierre Veyron, pilota di Formula 1 francese (n. 1903)
- 1971 - Hjalmar Andersson, mezzofondista svedese (n. 1889)
- 1971 - Sreten Dragojlović, cestista e allenatore di pallacanestro jugoslavo (n. 1938)
- 1971 - Ted Frazier, hockeista su ghiaccio statunitense (n. 1907)
- 1971 - Gary McFarland, compositore, arrangiatore e vibrafonista statunitense (n. 1933)
- 1971 - Amedeo Mecozzi, generale e aviatore italiano (n. 1892)
- 1971 - Robert Mensah, calciatore ghanese (n. 1942)
- 1971 - Georg Schurhammer, missionario tedesco (n. 1882)
- 1971 - Jakob Ukmar, presbitero e teologo italiano (n. 1878)
- 1971 - Martha Vickers, attrice statunitense (n. 1925)
- 1972 - Pietro Marincola, direttore di banda e compositore italiano (n. 1884)
- 1973 - Paul Baron, allenatore di calcio e calciatore francese (n. 1895)
- 1973 - Walter Forstmann, militare tedesco (n. 1883)
- 1973 - Greasy Neale, allenatore di football americano, giocatore di baseball e allenatore di pallacanestro statunitense (n. 1891)
- 1974 - Richard Kroner, filosofo tedesco (n. 1884)
- 1974 - Kurt Leucht, lottatore tedesco (n. 1903)
- 1975 - Fausto Batignani, calciatore uruguaiano (n. 1903)
- 1975 - Giovanni Degni, allenatore di calcio e calciatore italiano (n. 1900)
- 1975 - Pier Paolo Pasolini, poeta, scrittore e regista italiano (n. 1922)
- 1975 - Giuseppe Vannucci, calciatore italiano (n. 1917)
- 1976 - Maurice Champreux, montatore, direttore della fotografia e regista francese (n. 1893)
- 1976 - Alexis Michiels, ciclista su strada belga (n. 1893)
- 1976 - Rudolf Röckl, calciatore austriaco (n. 1927)
- 1976 - Fritz Zorn, scrittore svizzero (n. 1944)
- 1977 - Gianguido Borghese, ingegnere, politico e partigiano italiano (n. 1902)
- 1977 - Hans Erich Nossack, scrittore, drammaturgo e giornalista tedesco (n. 1901)
- 1977 - Harold E. Stine, direttore della fotografia statunitense (n. 1903)
- 1978 - Lilli Kann, attrice tedesca (n. 1893)
- 1978 - Ottorino Schreiber, generale italiano (n. 1890)
- 1979 - Jacques Mesrine, criminale francese (n. 1936)
- 1980 - Patrick Mary O'Donnell, arcivescovo cattolico e missionario irlandese (n. 1897)
- 1980 - Gaspare Pignatelli, politico italiano (n. 1900)
- 1980 - Kikue Yamakawa, scrittrice e attivista giapponese (n. 1890)
- 1981 - Dino Canestri, dirigente sportivo, allenatore di calcio e calciatore italiano (n. 1907)
- 1981 - Ghislain Cloquet, direttore della fotografia belga (n. 1924)
- 1981 - Alfredo Vittorio Reichlin, calciatore e attore italiano (n. 1892)
- 1981 - Wally Wood, fumettista, disegnatore e editore statunitense (n. 1927)
- 1982 - Carol Dunlop, scrittrice, traduttrice e fotografa canadese (n. 1946)
- 1982 - Noble Jorgensen, cestista statunitense (n. 1925)
- 1982 - Konstantin Kvašnin, allenatore di calcio e calciatore sovietico (n. 1898)
- 1982 - Vasilij Rudenkov, martellista sovietico (n. 1931)
- 1983 - Hubert Godart, ciclista su strada belga (n. 1913)
- 1983 - Leonard Schapiro, storico britannico (n. 1908)
- 1984 - Andrea Berardi, giurista, avvocato e pubblicista italiano (n. 1907)
- 1985 - Gastone Belotti, musicologo italiano (n. 1920)
- 1986 - Bruno Betti, siepista e dirigente sportivo italiano (n. 1911)
- 1986 - Paul Frees, attore e doppiatore statunitense (n. 1920)
- 1987 - Hal Crisler, giocatore di football americano e cestista statunitense (n. 1923)
- 1987 - Giorgio Scarpati, pittore e illustratore italiano (n. 1908)
- 1987 - Tullio Tedeschi, militare italiano (n. 1910)
- 1988 - Ralph Amsden, cestista statunitense (n. 1917)
- 1988 - Hökümə Qurbanova, attrice azera (n. 1913)
- 1988 - Guido Sacerdote, regista televisivo, autore televisivo e produttore televisivo italiano (n. 1920)
- 1989 - Virgilio Gilardoni, docente e storico svizzero (n. 1916)
- 1989 - Frederick Gordon-Lennox, IX duca di Richmond, nobile, politico e pilota automobilistico britannico (n. 1904)
- 1989 - Elizabeth Hawley Gasque, politica statunitense (n. 1886)
- 1989 - Potito Randi, imprenditore, chimico e politico italiano (n. 1909)
- 1990 - Gianni Amico, sceneggiatore, regista e critico cinematografico italiano (n. 1933)
- 1990 - Pasquale Russo, imprenditore, dirigente sportivo e politico italiano (n. 1914)
- 1990 - Alessandro Sperlì, attore e doppiatore italiano (n. 1925)
- 1990 - William Travilla, costumista statunitense (n. 1920)
- 1990 - Donald A. Wollheim, scrittore e editore statunitense (n. 1914)
- 1991 - Irwin Allen, produttore cinematografico, produttore televisivo e regista statunitense (n. 1916)
- 1991 - Jimmy Hull, cestista e allenatore di pallacanestro statunitense (n. 1917)
- 1991 - Hannes Messemer, attore tedesco (n. 1924)
- 1991 - Francisco Moreira, calciatore portoghese (n. 1915)
- 1991 - Mort Shuman, cantante, compositore e produttore discografico statunitense (n. 1938)
- 1992 - Robert Arneson, scultore e insegnante statunitense (n. 1930)
- 1992 - Vincenzo Balzamo, politico italiano (n. 1929)
- 1992 - Umberto Bonadè, canottiere italiano (n. 1909)
- 1992 - Hal Roach, regista e produttore cinematografico statunitense (n. 1892)
- 1992 - Jack Whitney, effettista statunitense (n. 1905)
- 1994 - Michael Philip Candy, astronomo britannico (n. 1928)
- 1994 - Griša Filipov, politico bulgaro (n. 1919)
- 1994 - Willy Moser, attore, doppiatore e direttore del doppiaggio austriaco (n. 1941)
- 1994 - Richard Pottier, regista francese (n. 1906)
- 1994 - Peter Matthew Hillsman Taylor, scrittore statunitense (n. 1917)
- 1995 - Giuseppe Giovanni Battaglia, poeta, drammaturgo e scrittore italiano (n. 1951)
- 1995 - June Brewster, attrice statunitense (n. 1909)
- 1995 - Goderdzi Urgebadze, presbitero e santo georgiano (n. 1929)
- 1996 - Roger Carré, calciatore francese (n. 1921)
- 1996 - Eva Cassidy, cantante statunitense (n. 1963)
- 1996 - Pierre Grimal, filologo classico e latinista francese (n. 1912)
- 1997 - Primo Germano, calciatore italiano (n. 1938)
- 1997 - Shōshin Nagamine, militare, poliziotto e maestro di karate giapponese (n. 1907)
- 1998 - Sverre Brodahl, sciatore nordico norvegese (n. 1909)
- 1998 - Hasan Ceka, archeologo e numismatico albanese (n. 1900)
- 1998 - Oriano Quilici, arcivescovo cattolico italiano (n. 1929)
- 1998 - Enric Sió, fumettista spagnolo (n. 1942)
- 1998 - Venzo Vannini, cestista e allenatore di pallacanestro italiano (n. 1914)
- 1998 - Vincent Winter, attore scozzese (n. 1947)
- 1999 - Milan Antal, astronomo slovacco (n. 1935)
- 1999 - Remo Antonetti, fantino italiano (n. 1923)
- 1999 - Suba, musicista, compositore e produttore discografico serbo (n. 1961)
- 2000 - Robert Cormier, scrittore, saggista e giornalista statunitense (n. 1925)
- 2000 - Eva Morris, supercentenaria britannica (n. 1885)
- 2000 - Carlo Santachiara, fumettista e scultore italiano (n. 1937)
- 2000 - Simeon Simeonov, calciatore bulgaro (n. 1946)
- 2000 - Alberto Tonoli, calciatore e allenatore di calcio italiano (n. 1947)

## XXI secolo(145)
- 2001 - Fiorella Betti, attrice e doppiatrice italiana (n. 1927)
- 2001 - Pierre Bitschiné, schermidore francese (n. 1910)
- 2001 - Mona Fandey, criminale malese (n. 1956)
- 2001 - Mario Scotti, bassista italiano (n. 1945)
- 2001 - Elazar Shach, rabbino e educatore lituano (n. 1899)
- 2002 - Ludwik Barszczewski, cestista polacco (n. 1919)
- 2002 - Paul Gordon, cestista statunitense (n. 1927)
- 2002 - Lo Lieh, attore e regista indonesiano (n. 1939)
- 2002 - Tonio Selwart, attore tedesco (n. 1896)
- 2002 - Charles Sheffield, matematico, fisico e scrittore di fantascienza britannico (n. 1935)
- 2003 - Xela Arias, scrittrice e traduttrice spagnola (n. 1962)
- 2003 - Jimmy Quillen, politico statunitense (n. 1916)
- 2004 - Salvatore Di Pasquale, architetto italiano (n. 1931)
- 2004 - Theo van Gogh, regista, attore e produttore televisivo olandese (n. 1957)
- 2004 - Gustaaf Joos, cardinale e arcivescovo cattolico belga (n. 1923)
- 2004 - Gerrie Knetemann, ciclista su strada e pistard olandese (n. 1951)
- 2004 - Marcel Navarro, editore e fumettista francese (n. 1923)
- 2004 - Zayed bin Sultan Al Nahyan, sovrano emiratino (n. 1918)
- 2005 - Jean Carson, attrice statunitense (n. 1923)
- 2005 - Renato Cominetti, attore, doppiatore e direttore del doppiaggio italiano (n. 1915)
- 2005 - Bruno Gramaglia, calciatore italiano (n. 1919)
- 2005 - Lajos Szentgáli, mezzofondista ungherese (n. 1932)
- 2005 - Ferruccio Valcareggi, calciatore e allenatore di calcio italiano (n. 1919)
- 2006 - Adrien Douady, matematico francese (n. 1935)
- 2006 - Peter Malcolm Holt, orientalista, storico e arabista britannico (n. 1918)
- 2006 - Ivan Mozer, allenatore di calcio e calciatore sovietico (n. 1933)
- 2006 - Mario Tommaseo, calciatore, allenatore di calcio e cantante lirico italiano (n. 1920)
- 2006 - Milly Vitale, attrice italiana (n. 1932)
- 2007 - Oreste Benzi, presbitero e educatore italiano (n. 1925)
- 2007 - Michael Fitzalan-Howard, generale britannico (n. 1916)
- 2007 - Don Freeland, pilota automobilistico statunitense (n. 1925)
- 2007 - Witold Kiełtyka, batterista polacco (n. 1984)
- 2007 - Igor' Aleksandrovič Moiseev, coreografo e ballerino sovietico (n. 1906)
- 2007 - The Fabulous Moolah, wrestler statunitense (n. 1923)
- 2007 - David Shannon Morse, informatico statunitense (n. 1943)
- 2007 - Reay Tannahill, scrittrice e storica britannica (n. 1929)
- 2008 - Giovanni Ferro, antifascista, scrittore e storico italiano (n. 1911)
- 2008 - Domenico Leccisi, giornalista, sindacalista e politico italiano (n. 1920)
- 2008 - Jacques Lunis, velocista francese (n. 1923)
- 2008 - Luigi Zanchetta, ciclista su strada italiano (n. 1939)
- 2008 - Ahmed al-Mirghani, politico sudanese (n. 1941)
- 2009 - Ida Frabboni, supercentenaria italiana (n. 1896)
- 2009 - Phil Lumpkin, cestista e allenatore di pallacanestro statunitense (n. 1951)
- 2009 - José Luis López Vázquez, attore spagnolo (n. 1922)
- 2009 - Paolo Perugi, calciatore italiano (n. 1965)
- 2009 - Amir Pnueli, matematico e informatico israeliano (n. 1941)
- 2009 - Lonnie Zamora, poliziotto statunitense (n. 1933)
- 2009 - Haya bint Abd al-Aziz Al Sa'ud, principessa saudita (n. 1929)
- 2010 - Rudolf Borisovič Baršaj, direttore d'orchestra e violista russo (n. 1924)
- 2010 - Cesare Cenci, storico, teologo e presbitero italiano (n. 1925)
- 2010 - Andy Irons, surfista statunitense (n. 1978)
- 2010 - Enrico Magenes, matematico e partigiano italiano (n. 1923)
- 2011 - Jan Bochenek, sollevatore polacco (n. 1931)
- 2011 - Lluís Brines Selfa, musicista e compositore spagnolo (n. 1930)
- 2011 - Sickan Carlsson, attrice svedese (n. 1915)
- 2011 - Ilmar Kullam, cestista sovietico (n. 1922)
- 2011 - Antonio Molino Rojo, attore spagnolo (n. 1926)
- 2011 - Johnny Moncada, fotografo italiano (n. 1928)
- 2011 - Nikolaj Saksonov, sollevatore sovietico (n. 1923)
- 2011 - Leonard Stone, attore statunitense (n. 1923)
- 2012 - Milt Campbell, multiplista statunitense (n. 1933)
- 2012 - Francesco Quattrone, politico italiano (n. 1941)
- 2012 - Pino Rauti, politico e giornalista italiano (n. 1926)
- 2012 - Han Suyin, scrittrice e medica cinese (n. 1917)
- 2013 - Walt Bellamy, cestista statunitense (n. 1939)
- 2013 - Vasco Giuseppe Bertelli, vescovo cattolico italiano (n. 1924)
- 2013 - Josef Ezr, cestista e allenatore di pallacanestro cecoslovacco (n. 1923)
- 2013 - Daniele Sette, fisico italiano (n. 1918)
- 2014 - Acker Bilk, clarinettista e cantante britannico (n. 1929)
- 2014 - Bruno Bottai, diplomatico italiano (n. 1930)
- 2014 - Jesse Branson, cestista statunitense (n. 1942)
- 2014 - Veljko Kadijević, generale e politico jugoslavo (n. 1925)
- 2014 - Vladimir Sučilin, calciatore sovietico (n. 1950)
- 2015 - Andrzej Ciechanowiecki, storico dell'arte, filantropo e collezionista d'arte polacco (n. 1924)
- 2015 - Antonio Dal Masetto, scrittore italiano (n. 1938)
- 2015 - Christopher Duggan, storico britannico (n. 1957)
- 2015 - Ricardo Palacios, attore spagnolo (n. 1940)
- 2015 - Miroslav Poljak, pallanuotista jugoslavo (n. 1944)
- 2015 - Arthur Shaw, allenatore di calcio e calciatore inglese (n. 1924)
- 2015 - Barbara Snelling, politica statunitense (n. 1928)
- 2015 - Colin Welland, attore e sceneggiatore britannico (n. 1934)
- 2015 - Omar al-Hariri, militare e politico libico (n. 1944)
- 2016 - Martin Lippens, allenatore di calcio e calciatore belga (n. 1934)
- 2016 - Oleg Konstantinovič Popov, circense russo (n. 1930)
- 2016 - Jean-Marie Trappeniers, calciatore belga (n. 1942)
- 2017 - Costanzo Balleri, allenatore di calcio e calciatore italiano (n. 1933)
- 2017 - Paul Thomas, allenatore di pallacanestro canadese (n. 1926)
- 2018 - Naftali Bon, velocista keniota (n. 1945)
- 2018 - Nelson Chabay, allenatore di calcio e calciatore uruguaiano (n. 1940)
- 2018 - Raymond Chow, produttore cinematografico cinese (n. 1927)
- 2018 - Christian Daghio, thaiboxer e pugile italiano (n. 1969)
- 2018 - Pino Grasso, giornalista e editore italiano (n. 1938)
- 2018 - Roy Hargrove, trombettista e compositore statunitense (n. 1969)
- 2018 - Álvaro de Luna, attore spagnolo (n. 1935)
- 2018 - Robert Mifka, cestista cecoslovacco (n. 1941)
- 2018 - Vittorino Pavan, politico italiano (n. 1924)
- 2018 - Salvator Sotiri, cestista albanese (n. 1935)
- 2018 - Robert Francis Taft, religioso statunitense (n. 1932)
- 2019 - Marosia Castaldi, scrittrice, pittrice e scultrice italiana (n. 1951)
- 2019 - Norbert Eder, allenatore di calcio e calciatore tedesco (n. 1955)
- 2019 - Sigvard Ericsson, pattinatore di velocità su ghiaccio svedese (n. 1930)
- 2019 - Bogaletch Gebre, medico e attivista etiope
- 2019 - Mario González, calciatore uruguaiano (n. 1950)
- 2019 - Phillip Johnson, pseudoscienziato e saggista statunitense (n. 1940)
- 2019 - Susana Herrera, sciatrice alpina spagnola (n. 1962)
- 2019 - Marie Laforêt, cantante e attrice francese (n. 1939)
- 2019 - Walter Mercado, personaggio televisivo, attore e astrologo portoricano (n. 1932)
- 2019 - Marzio Pieri, critico letterario italiano (n. 1940)
- 2019 - Alberto Sed, superstite dell'Olocausto italiano (n. 1928)
- 2019 - Brian Tarantina, attore statunitense (n. 1959)
- 2019 - Bohumil Tomášek, cestista e allenatore di pallacanestro cecoslovacco (n. 1936)
- 2020 - Nancy Darsch, allenatrice di pallacanestro statunitense (n. 1951)
- 2020 - Luigi Giampaolino, magistrato italiano (n. 1938)
- 2020 - Ahmed Laraki, politico marocchino (n. 1931)
- 2020 - Gigi Proietti, attore e doppiatore italiano (n. 1940)
- 2020 - Rodolfo Rabanal, scrittore, giornalista e politico argentino (n. 1940)
- 2020 - Ettore Recagni, allenatore di calcio e calciatore italiano (n. 1937)
- 2020 - John Sessions, attore e comico britannico (n. 1953)
- 2020 - Bartolomeo Sorge, gesuita, teologo e politologo italiano (n. 1929)
- 2020 - Rajko Đurić, scrittore, poeta e politico serbo (n. 1947)
- 2021 - Mario Luigi Columba, politico e ingegnere italiano (n. 1929)
- 2021 - Ṣabāḥ Faḵrī, cantante siriano (n. 1933)
- 2021 - Lucia Linari, cestista italiana (n. 1934)
- 2021 - John Marshall, allenatore di football americano e giocatore di football americano statunitense (n. 1945)
- 2021 - Dennis Moore, politico e avvocato statunitense (n. 1945)
- 2021 - Luciano Piquè, calciatore e allenatore di calcio italiano (n. 1935)
- 2021 - Viktor Putjatin, schermidore sovietico (n. 1941)
- 2021 - Ruby Richman, cestista e allenatore di pallacanestro canadese (n. 1934)
- 2021 - Neal Edward Smith, politico statunitense (n. 1920)
- 2022 - Mauro Forghieri, ingegnere, progettista e dirigente sportivo italiano (n. 1935)
- 2022 - Bello Musa Kofarmata, calciatore nigeriano (n. 1988)
- 2022 - Michael Möllenbeck, discobolo tedesco (n. 1969)
- 2022 - Ela Bhatt, attivista indiana (n. 1933)
- 2022 - Mauro Severino, regista e sceneggiatore italiano (n. 1936)
- 2022 - Franco Tatò, dirigente d'azienda italiano (n. 1932)
- 2022 - Jonathan Tseng, militare taiwanese (n. 1997)
- 2022 - Ron Watts, cestista statunitense (n. 1943)
- 2023 - Walter Davis, cestista statunitense (n. 1954)
- 2023 - Ragnar Næss, calciatore norvegese (n. 1944)
- 2023 - William Francis Ryan, bibliotecario britannico (n. 1937)
- 2023 - Zanele Situ, atleta paralimpica sudafricana (n. 1971)
- 2023 - Jurij Chatuevič Temirkanov, direttore d'orchestra russo (n. 1938)
- 2024 - Mack Daughtry, cestista statunitense (n. 1946)
- 2024 - Clement Quartey, pugile ghanese (n. 1938)
- 2024 - Alan Rachins, attore statunitense (n. 1942)